# Samuel H. Hodges
Samuel H Hodges, född omkring 1841, död 1922 var en advokat i USA, sångförfattare och officer i Frälsningsarmén i början av 1880-talet där han bland annat var sångare och sångledare i William Booths kampanjer. Senare gick han över till kväkarrörelsen i USA.

## Sånger
- Säg mig hur mitt hjärta blir rent